# Serafim da Silva Neto
Serafim Pereira da Silva Neto (Ilha do Governador, 6 de junho de 1917 - Rio de Janeiro, 23 de setembro de 1960) foi um filólogo e linguista brasileiro. Foi catedrático do Liceu Nilo Pessanha (Niterói), professor de Língua Portuguesa no Instituto de Educação do Rio de Janeiro, fundador da (Pontifícia) Universidade Católica do Rio de Janeiro (onde ocupou a cadeira de Filologia Românica), catedrático de Filologia Românica na UFRJ (antiga Faculdade Nacional de Filosofia) e na Universidade de Lisboa. Fontes do Latim Vulgar, um de seus principais trabalhos, recebeu reconhecimento do linguista suíço Jakob Jud.

## Trabalhos

### Livros[2]
1. A Língua Portuguesa no Brasil (Problemas). Rio de Janeiro, 1960.
2. A Formação do Latim Corrente. Petrópolis, 1941.
3. A Santa Vida e Religiosa Conversão de Frei Pedro (edição...). Rio de Janeiro, 1947.
4. Bíblia Medieval Portuguesa I – História d’abreviado Testamento Velho, segundo o Meestre das Historias Scolasticas (edição). Rio de Janeiro, 1958.
5. Capítulos de História da Língua Portuguesa no Brasil. Rio de Janeiro, 1946.
6. Conceito e Método da Filologia. Rio de Janeiro, 1952.
7. Crítica Serena (polêmica). Rio de Janeiro, 1943.
8. Diálogos de São Gregório (edição crítica). Coimbra, 1950.
9. Diferenciação e Unificação do Português no Brasil. Rio de Janeiro, 1946.
10. Ensaios de Filologia Portuguesa. São Paulo, 1956.
11. Fontes do Latim Vulgar. O Appendix Probi. Rio de Janeiro, 1938.
12. Fontes do Latim Vulgar. Rio de Janeiro, 1956.
13. Guia para estudos dialectológicos. Florianópolis, 1955.
14. História da Língua Portuguesa. Rio de Janeiro, 1957.
15. História do Latim Vulgar. Rio de Janeiro, 1957.
16. Introdução ao Estudo da Filologia Portuguesa. São Paulo, 1956.
17. Introdução ao Estudo da Língua Portuguesa no Brasil. Rio de Janeiro, 1950.
18. Língua, Cultura e Civilização. Rio de Janeiro, 1960.
19. Manual de Filologia Portuguesa. História. Problemas. Métodos. Rio de Janeiro, 1952.
20. Manual de Filologia Portuguesa. Rio de Janeiro, 1957.
21. Manual de Gramática Histórica Portuguesa. São Paulo, 1942.
22. Pontos de Literatura (didático). São Paulo, 1945.
23. Que é Latim vulgar? Petrópolis, 1941.
24. Rumos Filológicos. Rio de Janeiro, 1942.
25. Rusgas Filológicas (polêmica). Rio de Janeiro, 1942.
26. Textos Medievais Portugueses e seus Problemas. Rio de Janeiro, 1956.

### Artigos[2]
1. Apontamentos Lexicográficos. Boletim de Filologia, II, 1946.
2. Bíblia Medieval Portuguesa. Boletim de Filologia, VII, 1947.
3. Breves notas para o estudo da expansão da língua portuguesa em África e Ásia. Província de São Pedro, nº 16, 1951.
4. Contato Lingüístico. Boletim de Filologia, VI, 1947.
5. Estudos Indígenas. Boletim de Filologia, IX, 1949.
6. Estudos Lingüísticos na Rússia. Boletim de Filologia, II, 1946.
7. Falares Crioulos. Brasília, V, 1949.
8. Gerações literárias do século XIX. Boletim de Filologia, X, 1948.
9. História da preposição até. Etymologica, 1958.
10. Júlio Cornu. Boletim de Filologia, nº IV, 1946.
11. Notas sobre a cronologia dos textos medievais. Boletim de Filologia, VI, 1947.
12. Nugas lexicológicas. Revista de Cultura nº 173, 1941.
13. O Dialeto Crioulo de Surinam. Cultura, nº 2, 1949.
14. O ensino da Gramática Histórica. Miscelânea de Estudos em Honra de Antenor Nascentes, 1941.
15. Sobre nova edição do Boosco Deleytoso. Boletim de Filologia, X, 1949.
16. Textos antigos portugueses. boletim de Filologia, VIII, 1948.